# Малий Куяльник (село)
Малий Куяльник — село Куяльницької сільської громади в Подільському районі Одеської області, Україна. Населення становить 522 осіб.

## Історія
1 лютого 1945 р. село П'ята Стаття Куяльницької сільради перейменували на село Чапаєвка.
12 червня 2020 року, відповідно до Розпорядження Кабінету Міністрів України від № 724-р «Про визначення адміністративних центрів та затвердження територій територіальних громад Одеської області», увійшло до складу Куяльницької сільської територіальної громади.
19 липня 2020 року, в результаті адміністративно-територіальної реформи і ліквідації Подільського району (1923-2020), село увійшло до складу новоутвореного Подільського району Одеської області.
Село внесено до переліку населених пунктів, які потрібно було перейменувати згідно із законом «Про засудження комуністичного та націонал-соціалістичного (нацистського) тоталітарних режимів в Україні та заборону пропаганди їхньої символіки».

## Населення
Згідно з переписом УРСР 1989 року чисельність наявного населення села становила 514 осіб, з яких 222 чоловіки та 292 жінки.
За переписом населення України 2001 року в селі мешкали 522 особи.

### Мова
Розподіл населення за рідною мовою за даними перепису 2001 року:
| Мова       | Відсоток |
| ---------- | -------- |
| російська  | 47,89 %  |
| українська | 30,65 %  |
| молдовська | 21,46 %  |